# استوارت لیدلو
استوارت لیدلو (انگلیسی: Stuart Laidlaw; ۲ مارس ۱۸۷۷ – ۲۲ نوامبر ۱۹۶۰) بازیکن لاکراس اهل کانادا بود.